# Фатхі Шебаль
Фаті Шебаль (араб. فتحي شبال, фр. Fathi Chebel, нар. 19 серпня 1956, Ліон) — французький і алжирський футболіст, що грав на позиції захисника.
Виступав, зокрема, за клуб «Нансі», а також національну збірну Алжиру.
Володар Кубка Франції. 

## Клубна кар'єра
У дорослому футболі дебютував 1974 року виступами за команду клубу «Вілльфранш», в якій провів один сезон. 
Своєю грою за цю команду привернув увагу представників тренерського штабу клубу «Нансі», до складу якого приєднався 1975 року. Відіграв за команду з Нансі наступні чотири сезони своєї ігрової кар'єри.
Згодом з 1979 по 1990 рік грав у складі команд клубів «Мец», «Аль-Ріяд», «Безансон», «Расінг» (Париж), «Безьє», «Бурж», «Мартіг», «Кретей» та «Ланс».
Завершив професійну ігрову кар'єру у клубі «Кретей», у складі якого вже виступав раніше. Прийшов до команди 1990 року, захищав її кольори до припинення виступів на професійному рівні у 1991 році.

## Виступи за збірну
У 1981 році дебютував в офіційних матчах у складі національної збірної Алжиру. Протягом кар'єри у національній команді, яка тривала усього 2 роки, провів у формі головної команди країни лише 2 матчі.
Згодом у складі збірної був учасником чемпіонату світу 1986 року у Мексиці, проте в іграх турніру на поле не виходив.

## Титули і досягнення
- Володар Кубка Франції (1):

«Нансі»: 1978